# Aczél Testvérek
Az Aczél Testvérek egy antikvár könyvkereskedés volt Budapesten, a Múzeum körút 9. szám alatt. Az 1900-as években nyitott meg, és 1944-ig működött. A két Aczél testvér, Bertalan és József könyvkiadással is foglalkozott. Legismertebb kiadványuk az úgynevezett "aczél-puskák" voltak, amik a középiskolai kötelező olvasmányok tartalmi összefoglalását illetve fordítását tartalmazta.
A könyvkiadás mellett foglalkoztak kulturális programok szervezésével is. Erre egy külön céget létesítettek: Aczél Testvérek Hangverseny Irodája. 1913 november 25-én a Vigadó nagytermében Gyermekdélutánt szerveztek.[forrás?]